# Karma (álbum de Mucc)
Karma (カルマ) é décimo álbum de estúdio da banda japonesa de rock MUCC, lançado em 6 de outubro de 2010. 

## Visão geral
Foi lançado duas edições: a regular com apenas o CD de 14 faixas e a limitada com um DVD contendo uma gravação da banda intitulada Mucc Day e a versão ao vivo da canção "Shooting".
A faixa "Yakusoku" é música tema do anime Senkou no Night Raid.
O single "Freesia" foi produzido por Ken do L'Arc-en-Ciel.

## Recepção
Alcançou décima primeira posição nas paradas da Oricon Albums Chart.

## Faixas
| N.º            | Título                                                              | Duração |  |
| 1.             | "Chemical Parade"                                                   | 1:40    |  |
| 2.             | "Falling Down Organic Edition" (フォーリングダウン Organic Edition) | 4:10    |  |
| 3.             | "Zeroshiki" (零色)                                                  | 2:52    |  |
| 4.             | "Chemical Parade Blueday" (ケミカルパレードブルーデイ)              | 3:55    |  |
| 5.             | "A."                                                                | 4:51    |  |
| 6.             | "I Am Computer" (アイアムコンピュータ)                              | 4:58    |  |
| 7.             | "Karma" (業; Gou)                                                   | 3:45    |  |
| 8.             | "Corruption" (堕落; Daraku)                                         | 4:46    |  |
| 9.             | "Circus" (サーカス)                                                 | 3:55    |  |
| 10.            | "Polaris" (ポラリス)                                                | 4:50    |  |
| 11.            | "Lion" (ライオン)                                                   | 4:18    |  |
| 12.            | "Feather" (羽; Hane)                                                | 5:56    |  |
| 13.            | "Yakusoku Original Lyric Ver." (約束 Original Lyric ver.)           | 4:13    |  |
| 14.            | "Freesia Karma Edit" (フリージア Karma Edit)                        | 6:11    |  |
| Duração total: | Duração total:                                                      | 60:00   |  |

### Edição limitada
| DVD |                                             |         |  |
| N.º | Título                                      | Duração |  |
| 1.  | "Mucc Day"                                  |         |  |
| 2.  | "Shooting" (Ao vivo em 12 de junho de 2010) |         |  |

## Ficha técnica
- Tatsurou - vocal
- Miya - guitarra
- Yukke - baixo
- SATOchi  - bateria